# Michelle Vesterby
Michelle Vesterby (* 26. September 1983) ist eine dänische Triathletin und fünffache Ironman-Siegerin (2012–2021).

## Werdegang
Nachdem sie einige Jahre im Schwimmsport aktiv gewesen war, begann Michelle Vesterby 2007 mit dem Triathlon.

### Vizeeuropameisterin Triathlon Langdistanz 2011
Nach einigen Top-Ten-Platzierungen im Europa-Cup auf der Kurzstrecke entschied sie sich 2011 für den Wechsel auf die Langstrecke. Im August 2011 wurde Vesterby in Finnland Zweite bei der Triathlon-Europameisterschaft auf der Langdistanz. Im Mai 2012 holte sie sich auf Lanzarote die erste Goldmedaille auf der Ironman-Distanz. Michelle Vesterby wird trainiert von Luc Van Lierde.
Im August 2015 gewann sie den Ironman Copenhagen und im Oktober wurde sie Vierte beim Ironman Hawaii (Ironman World Championships). Bei der Europameisterschaft auf der Mitteldistanz belegte sie im Juni 2017 im Rahmen des Challenge Herning den vierten Rang. Im August konnte die damals 33-Jährige nach 2015 erneut den Ironman Copenhagen für sich entscheiden.
Im August 2019 wurde sie drei Monate nach der Geburt ihres Sohnes Fünfte im Ironman Copenhagen.

### 3. Rang ITU-Weltmeisterschaft Triathlon Langdistanz 2021
Im Juli 2021 gewann die 37-Jährige nach 2012 zum zweiten Mal den Ironman Lanzarote. Bei der Weltmeisterschaft auf der Triathlon-Langdistanz belegte Michelle Vesterby im September 2021 den dritten Rang.
Michelle Vesterby lebt mit ihrem Partner Claus in Odense. Seit Mai 2019 sind die beiden Eltern eines Sohnes.

## Sportliche Erfolge
| Datum/Jahr    | Rang | Wettbewerb                                           | Austragungsort | Zeit     | Bemerkung                                                                       |
| ------------- | ---- | ---------------------------------------------------- | -------------- | -------- | ------------------------------------------------------------------------------- |
| 10. Juni 2017 | 4    | ETU Middle Distance Triathlon European Championships | Barcelona      | 04:25:21 | Europameisterschaft auf der Mitteldistanz im Rahmen des Challenge Herning       |
| 30. Okt. 2016 | 3    | Challenge Sardinia                                   | Italien        | 04:36:02 | Dritte hinter der Italienerin Sara Dossena                                      |
| 27. Aug. 2016 | 1    | Challenge Tønsberg                                   | Tønsberg       |          |                                                                                 |
| 1. Mai 2016   | 3    | Volcano Triathlon                                    | Lanzarote      | 02:11:15 | Dritte auf der olympischen Distanz bei Spaniens ältester Triathlonveranstaltung |
| 17. Apr. 2016 | 5    | Cannes International Triathlon                       | Cannes         | 04:21:54 | auf der Mitteldistanz (2 km Schwimmen, 80 km Radfahren und 16 km Laufen)        |
| 9. Mai 2015   | 5    | Ironman 70.3 Mallorca                                | Alcúdia        | 04:34:22 |                                                                                 |
| 2. Mai 2015   | 2    | Volcano Triathlon                                    | Lanzarote      | 02:12:22 |                                                                                 |
| 19. Apr. 2015 | 5    | Cannes International Triathlon                       | Cannes         | 04:30:48 |                                                                                 |
| 23. Aug. 2014 | 1    | Ironman 70.3 Budapest                                | Budapest       | 04:19:20 |                                                                                 |
| 23. Juni 2013 | 3    | Challenge Aarhus                                     | Aarhus         | 04:35:13 | Dritte auf der Halbdistanz                                                      |
| 10. Nov. 2012 | 7    | Ironman 70.3 Lanzarote                               | Lanzarote      | 04:58:49 |                                                                                 |
| 9. Sep. 2012  | 3    | Ironman 70.3 Muskoka                                 | Huntsville     | 04:48:10 |                                                                                 |
| 8. Juli 2012  | 2    | Ironman 70.3 Norway                                  | Haugesund      | 04:24:24 |                                                                                 |
| 9. Okt. 2011  | 1    | Ocean Lava Lanzarote Triathlon                       | Lanzarote      | 04:52:02 | Siegerin auf der Mitteldistanz                                                  |

| Datum/Jahr    | Rang | Wettbewerb                                                   | Austragungsort    | Zeit     | Bemerkung |
| ------------- | ---- | ------------------------------------------------------------ | ----------------- | -------- | --- |
| 15. Sep. 2024 | 8    | ETU Challenge Long Distance Triathlon European Championships | Almere            | 09:03:41 | im Rahmen der Challenge Almere-Amsterdam                                                                                  |
| 14. Okt. 2023 | 29   | Ironman Hawaii                                               | Hawaii            | 09:19:40 | |
| 12. Sep. 2021 | 3    | ITU Long Distance Triathlon World Championships              | Almere            | 08:38:53 | Weltmeisterschaft auf der Triathlon-Langdistanz                                                                           |
| 3. Juli 2021  | 1    | Ironman Lanzarote                                            | Puerto del Carmen | 09:55:04 | |
| 18. Aug. 2019 | 5    | Ironman Copenhagen                                           | Kopenhagen        |          | |
| 26. Mai 2018  | 2    | Ironman Lanzarote                                            | Puerto del Carmen | 09:57:11 | |
| 28. Apr. 2018 | 4    | Ironman Texas                                                | The Woodlands     | 08:45:47 | mit neuer persönlicher Bestzeit – verkürzter Radkurs                                                                      |
| 19. Nov. 2017 | 4    | Ironman Arizona                                              | Tempe             | 09:04:42 | als zweitschnellste Schwimmerin                                                                                           |
| 20. Aug. 2017 | 1    | Ironman Copenhagen                                           | Kopenhagen        | 09:00:19 | |
| 2. Juli 2017  | 3    | Ironman Austria                                              | Klagenfurt        | 09:16:44 | Dritte hinter Eva Wutti                                                                                                   |
| 27. Nov. 2016 | 1    | Ironman Mexico                                               | Cozumel           | 09:08:06 | |
| 8. Okt. 2016  | 6    | Ironman Hawaii                                               | Hawaii            | 09:19:05 | |
| 17. Juli 2016 | 6    | Challenge Roth                                               | Roth              | 09:04:32 | |
| 15. Nov. 2015 | 5    | Ironman Arizona                                              | Tempe             | 09:11:31 | |
| 10. Okt. 2015 | 4    | Ironman Hawaii                                               | Hawaii            | 09:18:50 | |
| 23. Aug. 2015 | 1    | Ironman Copenhagen                                           | Kopenhagen        | 08:59:49 | |
| 30. Nov. 2014 | 2    | Ironman Mexico                                               | Cozumel           | 09:17:30 | |
| 20. Juli 2014 | 8    | Challenge Roth                                               | Roth              |          | |
| 17. Nov. 2013 | 3    | Ironman Arizona                                              | Tempe             | 08:57:24 | persönliche Ironman-Bestzeit                                                                                              |
| 12. Okt. 2013 | 8    | Ironman Hawaii                                               | Hawaii            | 09:11:13 | |
| 17. März 2013 | 2    | Ironman Los Cabos                                            | Los Cabos         | 09:36:31 | Zweite bei der Erstaustragung                                                                                             |
| 25. Nov. 2012 | 4    | Ironman Mexico                                               | Cozumel           | 09:23:49 | |
| 13. Okt. 2012 | 12   | Ironman Hawaii                                               | Hawaii            | 09:42:22 | |
| 19. Mai 2012  | 1    | Ironman Lanzarote                                            | Puerto del Carmen | 09:58:07 | Erster Ironman-Sieg – mit über acht Minuten Vorsprung auf die Zweitplatzierte und 15-fache Ironman-Siegerin Bella Bayliss |
| 25. März 2012 | 9    | Ironman Melbourne                                            | Melbourne         |          | bei der Erstaustragung |
| 20. Nov. 2011 | 5    | Ironman Arizona                                              | Tempe             | 09:11:23 | |
| 5. Nov. 2011  | 8    | ITU Long Distance Triathlon World Championships              | Henderson         | 05:56:34 | Triathlon-Weltmeisterschaft auf der Langdistanz                                                                           |
| 21. Aug. 2011 | 2    | ETU Long Distance Triathlon European Championships           | Tampere           | 06:15:32 | Zweite und Vizeeuropameisterin auf der Langdistanz (4 km Schwimmen, 120 km Radfahren, 30 km Laufen)                       |

(DNF – Did Not Finish)